# Amiota palpifera
Amiota palpifera är en tvåvingeart som beskrevs av Toyohi Okada 1971. Amiota palpifera ingår i släktet Amiota och familjen daggflugor. Inga underarter finns listade i Catalogue of Life.